# Euphorbia itremensis
Euphorbia itremensis är en törelväxtart som beskrevs av Myron William Kimnach och John Jacob Lavranos. Euphorbia itremensis ingår i släktet törlar, och familjen törelväxter. IUCN kategoriserar arten globalt som sårbar. Inga underarter finns listade i Catalogue of Life.